# Karabin maszynowy FN MAG
Mitrailleuse d'Appui General (MAG) – belgijski uniwersalny karabin maszynowy, jeden z najbardziej rozpowszechnionych karabinów maszynowych tej klasy.

## Historia
W latach 50. XX wieku w belgijskich zakładach Fabrique Nationale w Herstal w Belgii rozpoczęto prace nad nowym karabinem maszynowym. Nowa konstrukcja miała zastąpić ręczne i ciężkie karabiny maszynowe. Do zasilania nowej broni wybrano nabój 7,62 × 51 mm, który miał stać się standardowym nabojem NATO.
Konstruktor nowej broni Ernest Vervier konstruując nową broń postanowił oprzeć się na sprawdzonych wzorach. Sposób ryglowania oparł na produkowanym także w zakładach FN amerykańskim rkm-ie BAR, mechanizm zasilania i taśma amunicyjna były wzorowane na niemieckim ukm-ie MG 42. W rezultacie otrzymano broń solidną i bardzo niezawodną.
Produkcję nowego karabinu maszynowego rozpoczęto w 1958 roku. Z czasem MAG został zakupiony przez armie ponad 80 krajów świata, oficjalnie do uzbrojenia został przyjęty w 25, a jego produkcję poza Belgią prowadzono między innymi w Indiach, Izraelu, Szwecji, Wielkiej Brytanii i USA.
W latach 90. XX wieku karabin maszynowy MAG został przyjęty do uzbrojenia United States Armed Forces jako M240 (zastąpił ukm M60)

## Opis konstrukcji
MAG jest zespołową bronią samoczynną, działającą na zasadzie odprowadzania gazów prochowych przez boczny otwór w lufie. Broń wyposażona jest w czteropołożeniowy regulator gazowy. Ryglowanie ryglem dźwigniowym. Mechanizm spustowy umożliwia tylko ogień ciągły. Zasilanie taśmowe, lewostronne. Taśma rozsypna M13. Karabin posiada lufę szybkowymienną zakończoną szczelinowym tłumikiem płomienia. Lufa jest na stałe połączona z komorą gazową i dwójnogiem. Przyrządy celownicze składają się z muszki stałej i celownika nastawnego.